# Exochus lineifrons
Exochus lineifrons är en stekelart som beskrevs av Thomson 1887. Exochus lineifrons ingår i släktet Exochus och familjen brokparasitsteklar. Arten är reproducerande i Sverige. Inga underarter finns listade i Catalogue of Life.